# Eois azafranata
Eois azafranata là một loài bướm đêm trong họ Geometridae.